# Clara Luquero
Clara Isabel Luquero de Nicolás, née le 12 juillet 1957 à Santiuste de San Juan Bautista, est une femme politique espagnole membre du Parti socialiste ouvrier espagnol (PSOE).
Elle est maire de Ségovie entre le 5 avril 2014 et le 4 juin 2022.

## Biographie

### Formation et vie professionnelle
Elle est titulaire d'une licence en histoire et géographie obtenue à l'université autonome de Madrid.

### Maire de Ségovie
Première adjointe au maire, elle devient maire de Ségovie le 5 avril 2014 après la démission du socialiste Pedro Arahuetes. Elle devient ainsi la première femme maire de la capitale de la province de Ségovie.
Lors des élections du 24 mai 2015, la liste qu'elle conduit gagne le scrutin avec 40,03 % des voix et douze conseillers - à un de la majorité absolue - devant celle du PP (29,24 % des voix et huit conseillers). Elle est élue maire de Ségovie le 13 juin 2015 grâce aux douze voix de son parti ; les autres formations de la corporation municipale votant chacune pour son propre candidat.
Réélue en 2019, elle annonce sa démission à venir le 6 mai 2022 pour raisons personnelles. Elle indique que sa conseillère municipale à l'Urbanisme et au Patrimoine historique, Clara Martín, sera chargée de la remplacer.